# Ram Karmi
Ram Karmi (hebräisch רם כרמי; * 1931 in Jerusalem; † 11. April 2013) war ein führender israelischer Architekt. Er war Begründer des in Tel Aviv ansässigen Architekturbüros Ram Karmi Architects und ist ein bekannter Vertreter des Brutalismus, einem modernen Architekturstil.

## Leben
Ram Karmis Vater war der Architekt Dov Karmi.

## Werke
- Tel Aviv Central Bus Station
- El Al Building, Tel Aviv
- Oberstes Gericht (Israel), Jerusalem (mit Ada Karmi-Melamede, seiner Schwester)
- Hecht-Synagoge, Jerusalem
- Renovierung der Habimah – israelisches Nationaltheater, Tel Aviv[2]

## Auszeichnungen
- Israel-Preis 2002 für Architektur

## Galerie bedeutender Bauwerke

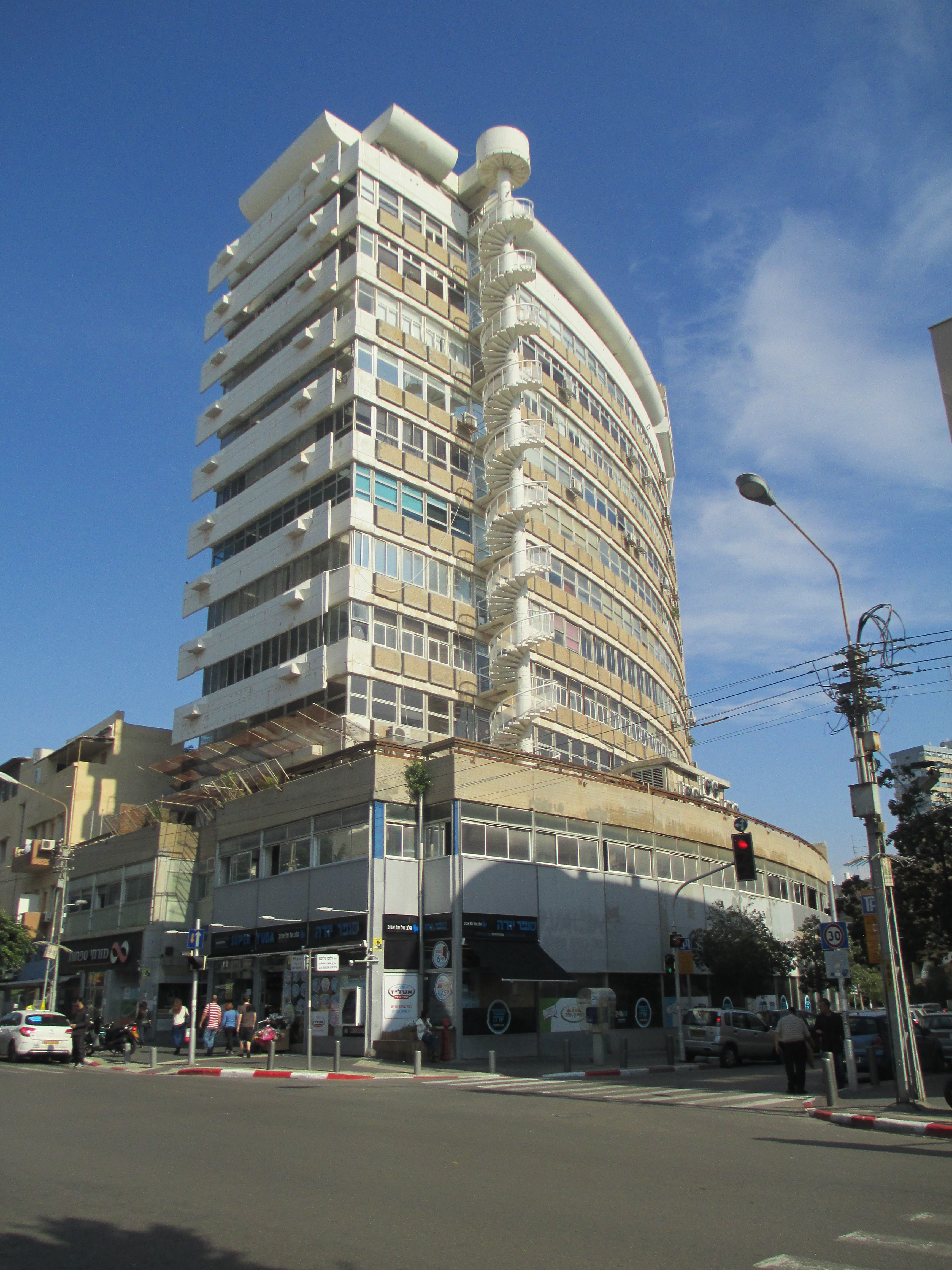
El-Al Building, Tel Aviv
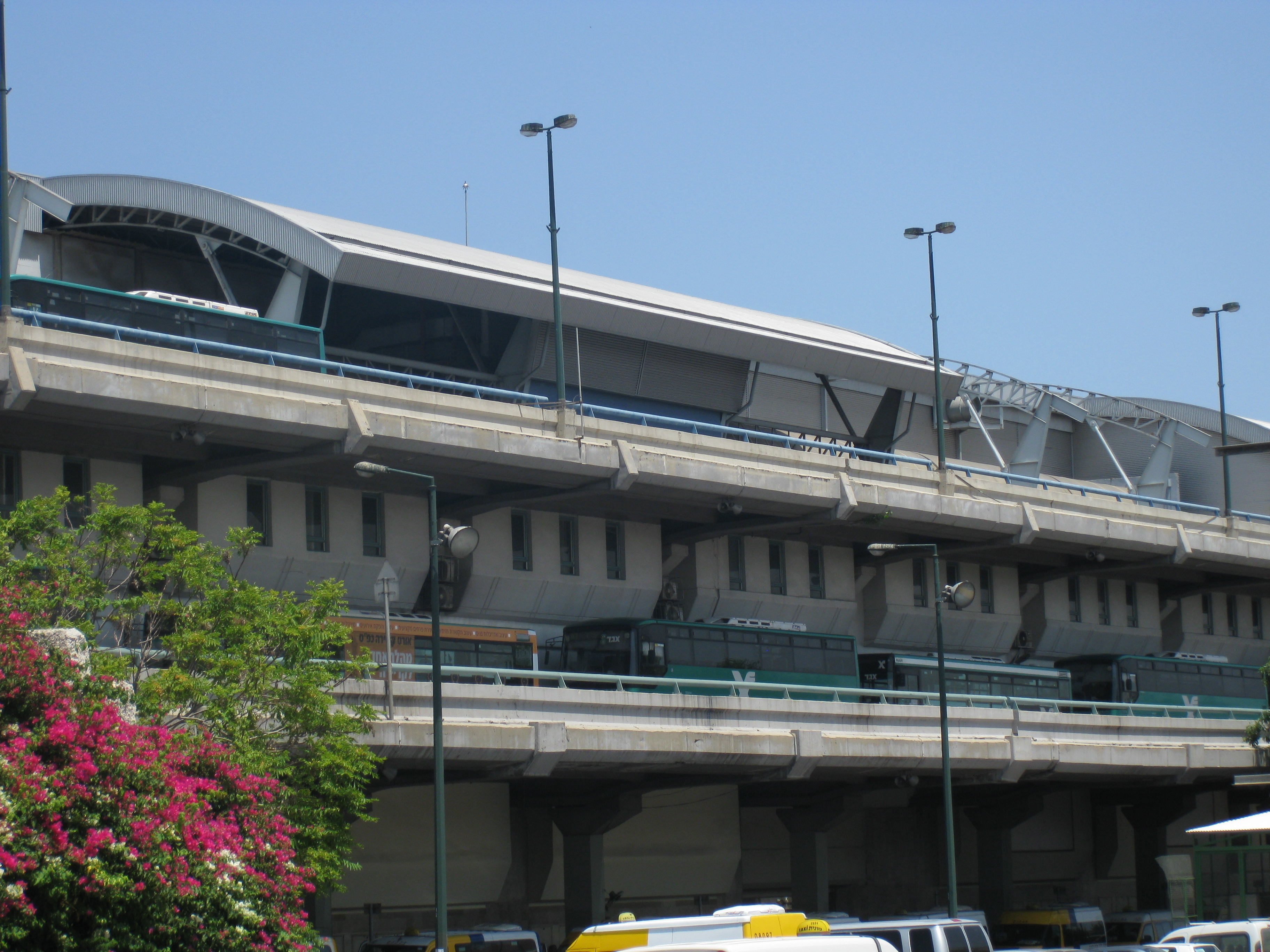
HaTachana, Neuer Zentraler Busbahnhof, Tel Aviv
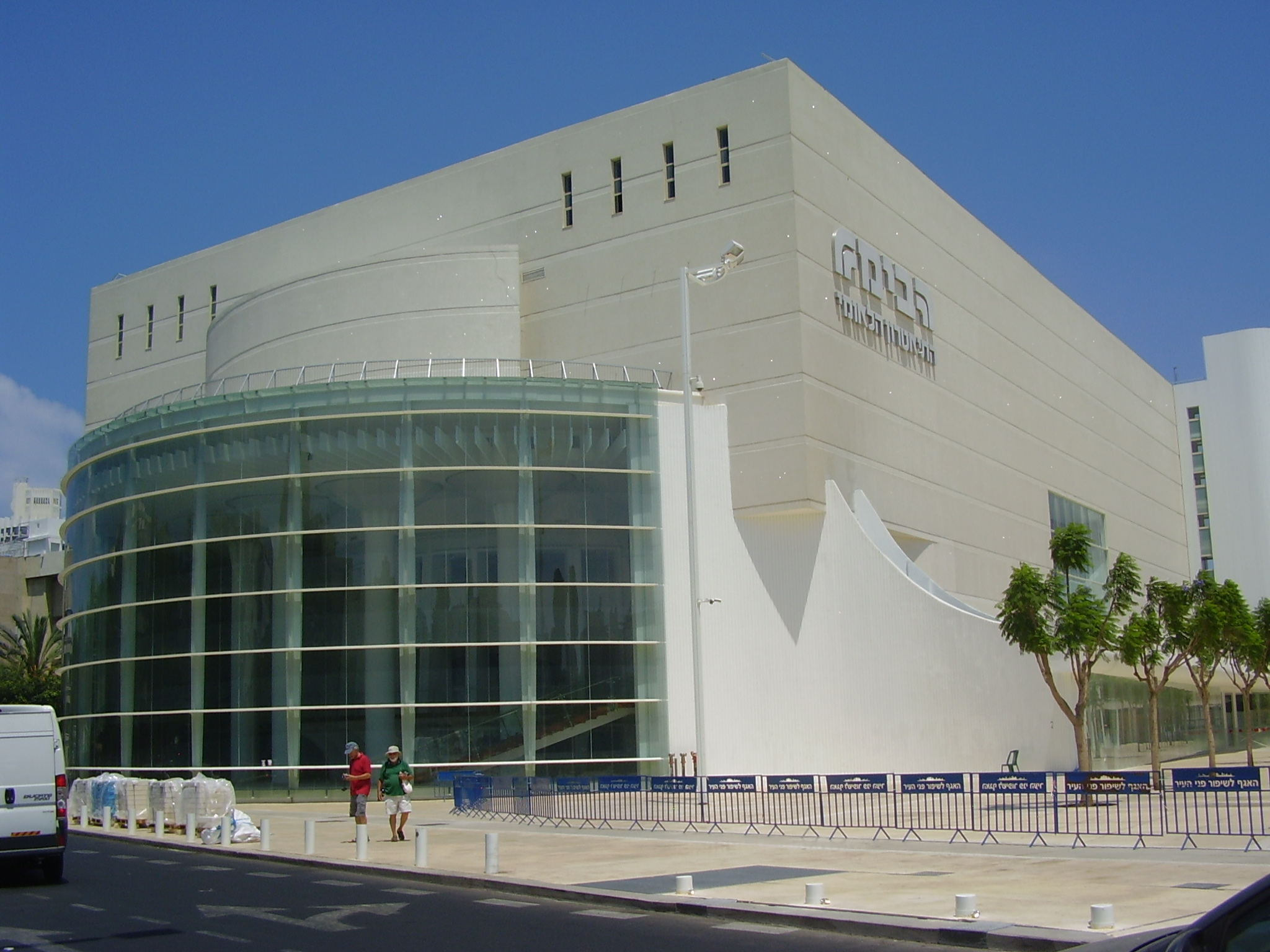
Habimah, Israelisches Nationaltheater, Tel Aviv
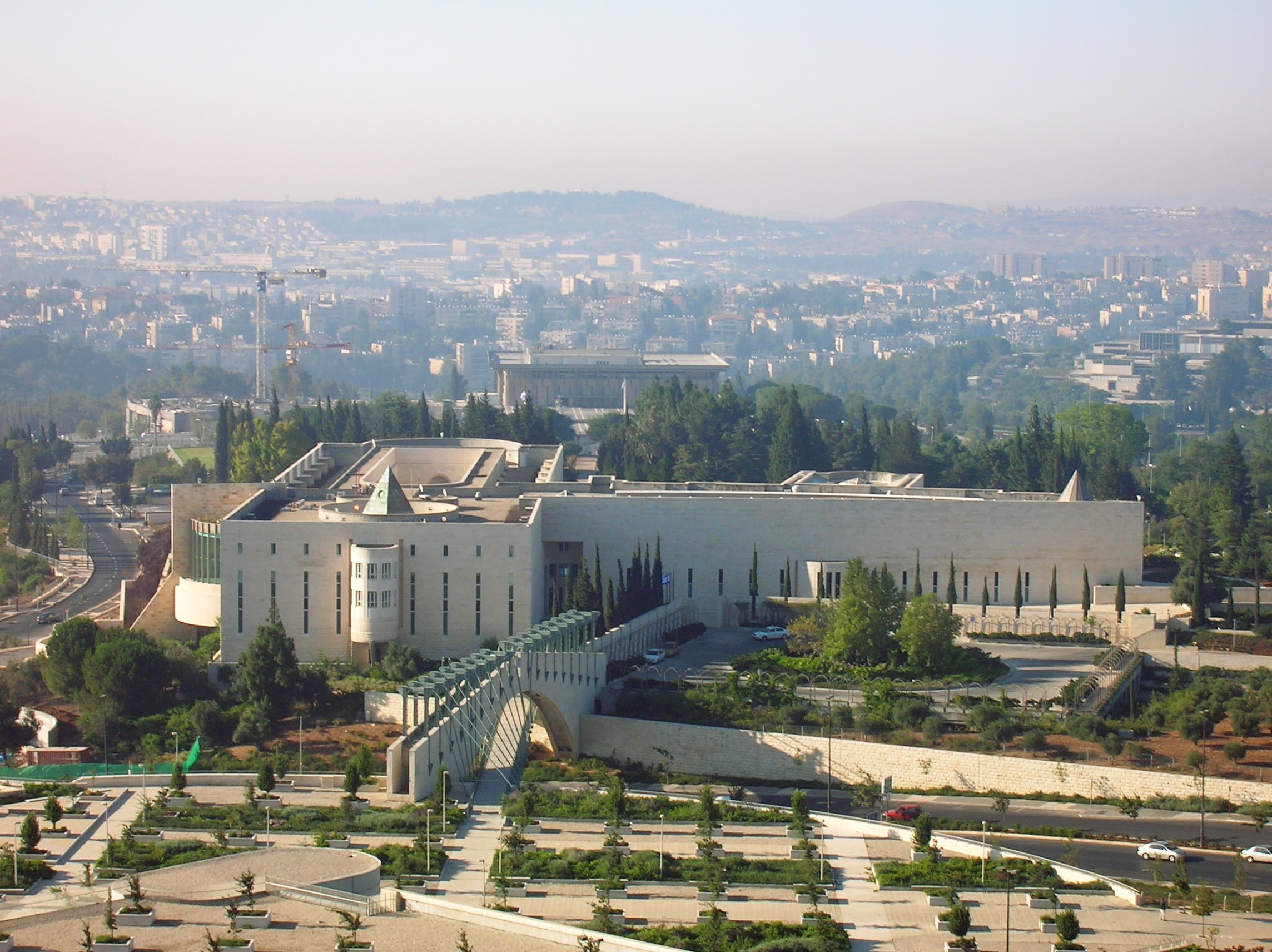
Beit HaMishpat, Oberstes Gericht von Israel, Jerusalem
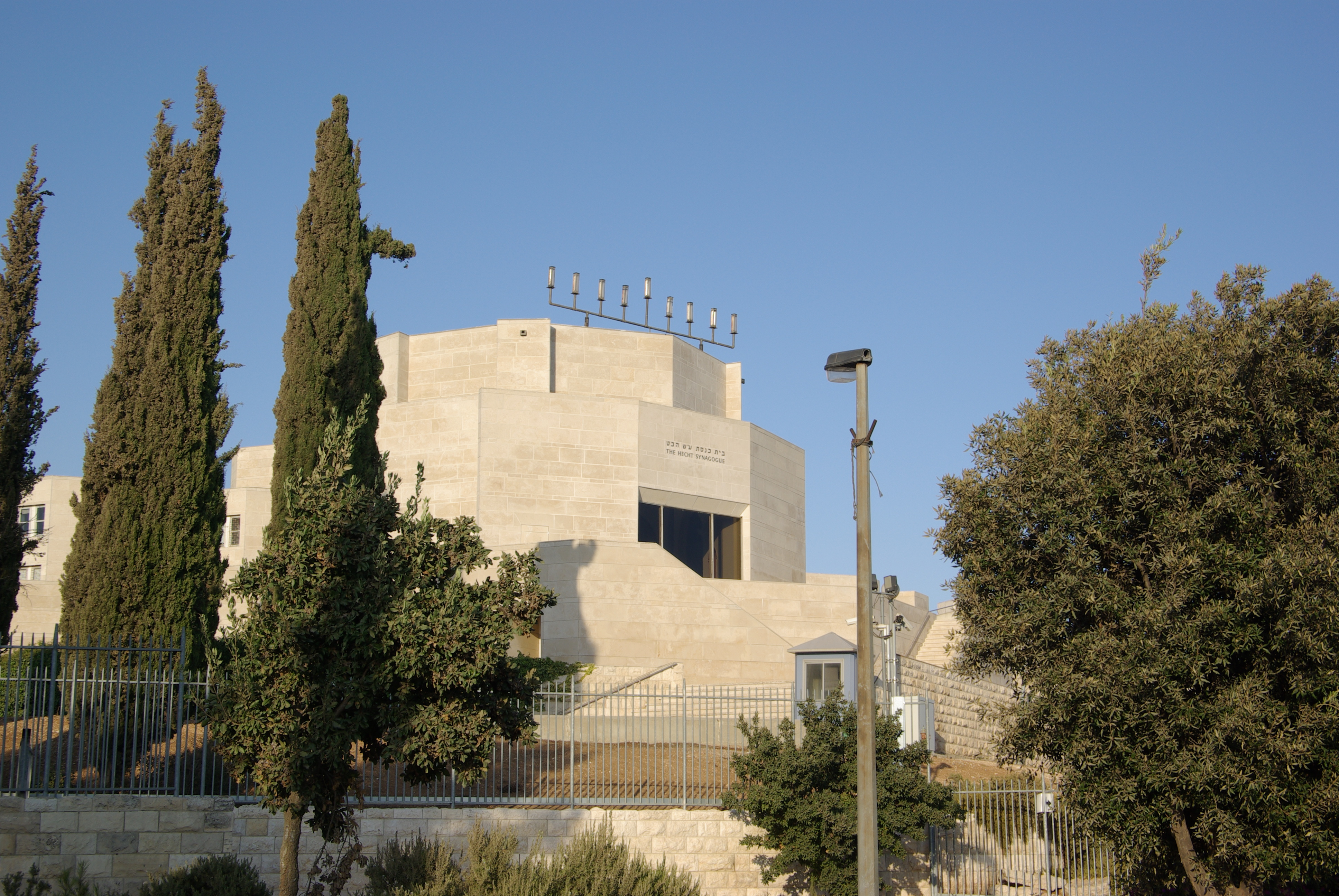
Hecht-Synagoge auf dem Skopus-Berg, Jerusalem

## Veröffentlichungen
- Adrikhalut Lirit (lit. Lyric Architecture) 2001 (englisch)